# Карта (міфологія)
Карта — одна з богинь долі в латиській міфології, нарівні з Лаймою та Деклою. Вони або виступають разом, або чергуються. Може використовуватися як епітет Лайми. Ім'я богині може бути пов'язано з латиським kart («ректи»), в значенні віщування долі.